# Персико
Персико (итал. Persico Dosimo) је насеље у Италији у округу Кремона, региону Ломбардија.
Према процени из 2011. у насељу је живело 2657 становника. Насеље се налази на надморској висини од 46 м.

## Становништво
Према резултатима пописа становништва 2011. у општини је живело 3.372 становника.
| 1931. | 1936. | 1951. | 1961. | 1971. | 1981. | 1991. | 2001. | 2011. |
| ----- | ----- | ----- | ----- | ----- | ----- | ----- | ----- | ----- |
| 3.130 | 3.237 | 3.404 | 3.082 | 2.422 | 2.217 | 2.414 | 2.657 | 3.372 |